# آرتور مارش (بازیکن فوتبال)
آرتور مارش (انگلیسی: Arthur Marsh; ۴ مهٔ ۱۹۴۷ – ۳۱ مارس ۲۰۲۰) بازیکن فوتبال اهل بریتانیا بود.
از باشگاه‌هایی که در آن بازی کرده‌است می‌توان به باشگاه فوتبال روچدیل، باشگاه فوتبال بولتون واندررز، و باشگاه فوتبال دارلینگتون اشاره کرد.